# Zaireichthys compactus
Zaireichthys compactus is een straalvinnige vissensoort uit de familie van de kuilwangmeervallen (Amphiliidae). De wetenschappelijke naam van de soort is voor het eerst geldig gepubliceerd in 2008 door Seegers.